# ساتوشي هاياشيبي
سَاتُوشِي هاياشيبي (林部 智史، تُنطق: هاياشِيبِه سَتُوشِي) هو مغنٍ ومؤلف أغاني ياباني بالإضافة إلى كونه مقدم برامج إذاعية. وُلد في 7 مايو 1988 وينحدر من مدينة شينجُو، (新庄市 - تعني "القلعة الجديدة") الواقعة في محافظة ياماغاتا(山形県 - تعني "إقليم الجبال"). يبلغ طوله 172 سم، وهو متعاقد مع شركة التسجيلات الموسيقية "أفيكس تراكس" (avex trax).

## السيرة الذاتية والشخصية
وُلد في مدينة شينجو بمحافظة ياماغاتا، ونشأ في مدينة ياماغاتا.
كان يطمح للالتحاق بمدرسة ثانوية مرموقة متخصصة في كرة السلة (バスケットボール - تُلفظ "باسوكِتو بُورو")، فتقدّم لاختبارات القبول، لكنه لم ينجح. لم يستسلم وقرر إعادة المحاولة بعد عام، ليتمكن في النهاية من الالتحاق بـ ثانوية ياماغاتا الجنوبية (山形県立山形南高等学校 - تعني "المدرسة الثانوية الجنوبية العامة في محافظة ياماغاتا").
خلال دراسته، انضم إلى فريق كرة السلة، وشارك في البطولة الوطنية للمدارس الثانوية، كما تم اختياره ضمن فريق محافظة ياماغاتا للألعاب الوطنية اليابانية (国体 - تُنطق "كوكوتاي"، وتعني "المسابقة الرياضية الوطنية")، ليحقق إنجازات رياضية متميزة.
بعد تخرجه من المدرسة الثانوية، التحق بـ مدرسة شوناي للتمريض في مدينة تسوروكا (鶴岡市 تنطق:تسوروؤكا).
خلال دراسته، عانى من الاكتئاب (うつ病 - تُنطق "أوتسُو-بيو")، مما جعله غير قادر على الاستمرار في تحقيق حلمه بأن يصبح ممرضًا (看護師 - تُنطق "كانغوشي"). نتيجة لذلك، دخل في حالة عزلة (引きこもり - تُنطق "هيكيكوموري"، وتعني الانسحاب الكامل من المجتمع والبقاء في المنزل لفترات طويلة).
في النهاية، اضطر إلى ترك الدراسة، ليبدأ حياة من التنقل والسفر، حيث عمل في وظائف مؤقتة (アルバイト - تُنطق "أرُوبايتو"، وتعني "العمل الجزئي") أثناء تجواله في أماكن مختلفة.
أثناء عمله في أحد الفنادق على جزيرة ريبيون (礼文島 - تُنطق "ريبيون-جيما"، وهي جزيرة تقع في أقصى شمال هوكايدو 北海道)، قال له أحد أصدقائه: "من الغريب ألا تحاول أن تصبح مغنيًا بصوتك هذا!".
كانت هذه الكلمات نقطة التحول في حياته، حيث أيقظت داخله الشغف بالموسيقى، فقرر حينها التفرغ التام لمسيرته الغنائية والسعي وراء حلمه في أن يصبح مغنيًا محترفًا.
التحق بـ أكاديمية ESP الموسيقية (ESPミュージカルアカデミー - تُنطق "إي إس بي ميوجيكارو أكاديمِي") في قسم الغناء (ヴォーカルコース - "فوكارو كُوسُو")، وانتقل إلى طوكيو (上京 - "جوكيو"، وتعني الانتقال إلى العاصمة للتحصيل الدراسي أو للعمل).
لكونه طالبًا يعاني من ضيق مادي، التحق ببرنامج المنح الدراسية للطلاب العاملين في توزيع الصحف (新聞奨学生 - "شِنبُن شوغاكوسِيه")، حيث عمل بجد خلال الليل، بينما كان يوازن بين دراسته وعمله الشاق.
تفوق في الأكاديمية، بل كان الطالب الأول في دفعته، لكنه لم يتمكن من اجتياز تجارب الأداء المتعددة التي شارك فيها. وبذلك، لم يستطع تحقيق حلمه في الظهور كمغنٍ محترف بعد التخرج، مما جعله يعيش حالة من الإحباط والضياع.
في لحظة يأس، قرر التخلي عن حلمه بأن يصبح مغنيًا، وبدأ العمل كـ أحد أفراد طاقم طوكيو ديزني سي (東京ディズニーシー - "توكيو ديزني سي")، حيث انخرط في أجواء الترفيه والسياحة، بعيدًا عن عالم الغناء والطموحات.
لكن القدر كان يخبئ له فرصة جديدة، إذ تلقى عرضًا للمشاركة في برنامج المسابقات التلفزيوني "معركة الكاريوكي" (THEカラオケ★バトル - "ذا كاراوكي باتورو"). كانت هذه المشاركة نقطة تحول جديدة في مسيرته، حيث دفعته إلى العمل كمدرب صوتي، ومن ثم أعادت له الرغبة في تحقيق حلمه كمغنٍ محترف.

رغم مشاركته المتكررة في البرنامج، لم يتمكن من الفوز في الجولات الأولى، لكنه لم يستسلم. وفي يناير 2015، اتخذ قرارًا جريئًا:
「إذا لم أفز هذه المرة، فسأنسحب نهائيًا من المسابقة!」
بروح التحدي، تمكن من تحقيق أول فوز له. بعدها، استمر في تحقيق انتصارات متتالية، حتى جاء عام 2015، حيث شارك في البطولة السنوية لتحديد أفضل مغنٍ في البرنامج، وهناك حقق إنجازًا غير مسبوق:
- أصبح أول مشترك في تاريخ البرنامج يحصل على الدرجة الكاملة (100/100) في كل من جولات التصفيات والنهائي.

في عام 2016، عاد مجددًا للمنافسة، ونجح في الدفاع عن لقبه، ليحقق لقب البطولة لعامين متتاليين، مما جعله أحد أبرز نجوم البرنامج.
بعد هذه الإنجازات، قرر الانسحاب من المنافسة بطريقة مشرفة، حيث حصل على مكانة "التكريم في القاعة الشرفية" (殿堂入り-دِندُو إيري)، والتي تعني اعتراف البرنامج بإنجازاته، مما سمح له بالتفرغ لمسيرته الغنائية الاحترافية.
في 24 فبراير 2016، انطلق ساتوشي هياشيبيه رسميًا في عالم الغناء بإصدار أغنيته الأولى المنفردة بعنوان "آيتاي" (あいたい - تعني "أريد أن أراك").
سرعان ما لاقت الأغنية صدى عاطفيًا عميقًا لدى المستمعين، حتى أُطلق عليها لقب "الأغنية الأكثر قدرة على إبكاء الناس في الوقت الحالي" (今、もっとも泣ける歌 - تُنطق "إيما، موتّومُو ناكِرو أوتا"). انتشرت الأغنية بسرعة عبر كلمات الناس والتوصيات (口コミ - تُنطق "كُتشيكُمي"، وتعني "التسويق الشفهي")، حتى وصلت إلى المركز الأول في التصنيف الوطني للأغاني المذاعة عبر الراديو)، وذلك خلال أربعة أشهر فقط من إطلاقها.
استمرت الأغنية في تحقيق مبيعات قوية، حتى تجاوزت حاجز 150,000 نسخة، مما جعلها واحدة من أنجح الأغاني اليابانية في ذلك العام.
وفي نهاية عام 2016، حصد ساتوشي جوائز موسيقية مرموقة، حيث نال:
جائزة أفضل فنان صاعد في "جوائز اليابان للتسجيلات الموسيقية" في دورتها الـ 58.
جائزة أفضل فنان صاعد في "جوائز اليابان للبث الإذاعي" في دورتها الـ 49.
في فبراير 2017، أصدر أغنيته المنفردة الثانية بعنوان "هاريتا هيني، سورا أو مياغيتي" (晴れた日に、空を見上げて - تعني "في يوم مشمس، أنظر إلى السماء").
حظيت هذه الأغنية أن تكون شارة البداية لمسلسل درامي ياباني، حيث تم اختيارها كأغنية الشارة الرسمية لمسلسل "عائلة تبحث عن عمل - سوف تسير الأمور على ما يرام".
في ديسمبر 2017، خاض ساتوشي أول تجربة له في عالم التمثيل، حيث شارك في المسلسل الدرامي الياباني "توتّو تشان!" (トットちゃん!)، والذي بُث على قناة تي في أساهي (テレビ朝日).
في هذا العمل، جسّد دور المغني الأسطوري ساكاموتو كيو (坂本九)، وهو أحد أعلام الموسيقى اليابانية في القرن العشرين، والمعروف عالميًا بأغنيته الشهيرة "أُوئوي أومويتي أروكو" (上を向いて歩こう - تعني "أنظر للأعلى وأمشي").
في 10 يناير 2018، أصدر ساتوشي ألبومه الأول بعنوان " (فاーستو)".
من بين الأغاني التي تضمنها الألبوم، برزت أغنية "أوم-ميه نو هيتو" (運命の人 - تعني "الموعود بالقدر")، والتي تم اختيارها كأغنية الشارة الرسمية لمسلسل الجريمة الياباني "المحقق السري: المرأة التي تحل القضايا" (特命刑事 カクホの女 - "توكومي كِيجِي كاكُوهو نو أونّاه")، والذي تم بثه على قناة تي في طوكيو (テレビ東京).
ابتداءً من خريف عام 2018، بدأ هاياشيبِه ساتوشي رحلة موسيقية جديدة، حيث قرر التركيز على أداء الأغاني اليابانية التقليدية (唱歌 - "شُوكا")، وأغاني الأطفال التراثية (童謡 - "دُويو")، إلى جانب الألحان العاطفية التقليدية، وذلك من خلال سلسلة حفلات الاغاني اليابانية العاطفية التقليدية(叙情歌コンサート - "جُوجُوكا كُونسَاتو"). كانت هذه الحفلات محاولة لإعادة إحياء الألحان اليابانية القديمة، ومشاركة الجمهور بإحساسه العميق تجاهها.
وفي مارس 2019، أصدر ألبومه الأول المخصص لهذا النمط الغنائي بعنوان "أغاني القلب: رحلة عبر الأغاني العاطفية" (琴線歌〜はやしべさとし 叙情歌を道づれに〜 - "كِينسِن أوتا: هاياشيبِه ساتوشي جو جوكا أو ميتسُوري ني").
- 琴線 (كينسين) تعني أوتار القلب، وهو تعبير مجازي عن الألحان التي تلامس المشاعر.
- 歌 (أوتا) تعني الأغنية.
- 叙情歌 (جُوجُوكا) تشير إلى الأغاني العاطفية التي تحمل طابعًا وجدانيًا غزليا.

وفي 21 أغسطس 2019، أطلق أغنيته المنفردة الخامسة ، والتي كانت أغنية مقلدة (カバー - "كابّا") من الأغنية الكلاسيكية "كيبو" (希望 - تعني "الأمل").
هذه الأغنية تعود في الأصل إلى المغنية اليابانية الراحلة كِشي يوكو (岸洋子)، التي تعد واحدة من أشهر المطربين الذين أنجبتهم محافظة ياماغاتا.

## الديسكوغرافيا

### الأغاني المنفردة
|              | تاريخ الإصدار  | العنوان                                                                           | رقم المنتج                                                          | ملاحظات |
| ------------ | -------------- | --------------------------------------------------------------------------------- | ------------------------------------------------------------------- | --- |
| الأولى       | 2016/فبراير 24 | آيتاي                                                                             | AVCD-83494B: إصدار محدود AVCD-83495: إصدار عادي                     | أعلى ترتيب في أوريكون: المركز 11، ظهرت 83 مرة حاصلة على شهادة الأسطوانة الذهبية من جمعية صناعة التسجيلات اليابانية                |
| الأولى       | 2016/يونيو 18  | آيتاي                                                                             | AVCD-83641B: إصدار يحتوي على فيديو موسيقي جديد                      | أعلى ترتيب في أوريكون: المركز 11، ظهرت 83 مرة حاصلة على شهادة الأسطوانة الذهبية من جمعية صناعة التسجيلات اليابانية                |
| الأولى       | 2016/أكتوبر 12 | آيتاي                                                                             | AVCD-83703: إصدار خاص AVCD-83704: إصدار فاخر مرفق بكتاب صور         | أعلى ترتيب في أوريكون: المركز 11، ظهرت 83 مرة حاصلة على شهادة الأسطوانة الذهبية من جمعية صناعة التسجيلات اليابانية                |
| الثانية      | 2017/فبراير 15 | في يوم مشمس، أنظر إلى السماء                                                      | AVCD-83771: إصدار عادي AVCD-83770/B: مرفق بـ DVD                    | أعلى ترتيب في أوريكون: المركز 13، ظهرت 11 مرة أغنية شارة مسلسل عائلة تبحث عن عمل - سوف تسير الأمور على ما يرام (قناة تي في أساهي) |
| الثالثة      | 2017/يونيو 28  | أريد أن أحتضنك                                                                    | AVCD-83882: إصدار عادي AVCD-83881/B: مرفق بـ DVD فيديو موسيقي       | أعلى ترتيب في أوريكون: المركز 10، ظهرت 23 مرة                                                                                     |
| الثالثة      | 2017/أكتوبر 18 | أريد أن أحتضنك                                                                    | AVCD-83940: إصدار خاص AVCD-83941/B: إصدار فاخر مرفق بـ DVD تسجيل حي | أعلى ترتيب في أوريكون: المركز 10، ظهرت 23 مرة                                                                                     |
| الرابعة      | 2018/يونيو 20  | ملابس الحب (恋衣)                                                                 | AVCD-94119: إصدار عادي AVCD-94118/B: مرفق بـ DVD                    | أعلى ترتيب في أوريكون: المركز 10، ظهرت 7 مرات                                                                                     |
| الخامسة      | 2019/يناير 16  | كما كنت في ذلك الوقت (あの頃のままに)                                             | أغنية رقمية                                                         | |
| السادسة      | 2019/أغسطس 21  | الأمل (希望)                                                                      | AVCD-94526: إصدار عادي AVCD-94525/B: مرفق بـ DVD                    | أعلى ترتيب في أوريكون: المركز 14، ظهرت 10 مرات                                                                                    |
| السابعة      | 2021/مايو 26   | دموع اللازورد (ラピスラズリの涙)                                                  | AVCD-94998                                                          | تم استخدام أغنية "ثلاث وريقات برسيم" كشارة نهاية لبرنامج مجلة طوكيو الإشاعية على قناة BS-TBS                                      |
| الثامنة      | 2022/فبراير 16 | وعد الزهرة (花に約束)                                                             | أغنية رقمية                                                         | تم بثها كأغنية برنامج راديو منتصف الليل على NHK Radio 1 وNHK FM                                                                   |
| التاسعة      | 2022/فبراير 16 | إلى أين ~ لنحلق بالأغاني إلى السماء مجددًا ~ (いずこ ～ふたたび歌を空に翔ばそう～) | AVCD-61196: CD AVCD-61195/B: CD + DVD                               | أعلى ترتيب في أوريكون: المركز 24، ظهرت 6 مرات                                                                                     |
| العاشرة      | 2023/فبراير 22 | رسالة الحور (ポプラの伝言)                                                        | أغنية رقمية                                                         | شارة أغنية NHK أغاني الجميع لشهري فبراير - مارس 2023                                                                              |
| الحادية عشرة | 2023/مايو 31   | لا روج (La Rouge)                                                                 | AVCD-61318                                                          | أعلى ترتيب في أوريكون: المركز 17                                                                                                  |

### الألبومات الأصلية
|        | تاريخ الإصدار | العنوان                         | رقم المنتج                                       | ملاحظات |
| ------ | ------------- | ------------------------------- | ------------------------------------------------ | --- |
| الأول  | 2018/يناير 10 | I                               | AVCD-93801: إصدار عادي AVCD-93800/B: مرفق بـ DVD | أعلى ترتيب في أوريكون: المركز 9، ظهرت 18 مرة تضمنت أغنية "الشخص القدري" كشارة مسلسل المحقق السري: المرأة التي تحل القضايا على قناة تي في طوكيو |
| الثاني | 2020/يوليو 29 | II                              | AVCD-96519: إصدار عادي AVCD-96518/B: مرفق بـ DVD | أعلى ترتيب في أوريكون: المركز 7، ظهرت 15 مرة                                                                                                   |
| الثالث | 2021/يناير 20 | ما زال الوقت مبكرًا (まあだだよ) | AVCD-96636/B                                     | أعلى ترتيب في أوريكون: المركز 15، ظهرت 15 مرة                                                                                                  |
| الرابع | 2022/نوفمبر 1 | III                             | AVCD-63385: إصدار عادي AVCD-63384/B: مرفق بـ DVD | أعلى ترتيب في أوريكون: المركز 10 |

### ألبومات الغلاف
|        | تاريخ الإصدار | العنوان                                           | رقم المنتج             | ملاحظات                                       |
| ------ | ------------- | ------------------------------------------------- | ---------------------- | --------------------------------------------- |
| الأول  | 2018/أكتوبر 3 | كاتاريبي 1                                        | AVCD-93998: إصدار عادي | أعلى ترتيب في أوريكون: المركز 11، ظهرت 19 مرة |
| الثاني | 2019/مارس 20  | أغاني القلب 〜هاياشيبِه ساتوشي والأغاني العاطفية〜 | AVC1-96282             | تم إصداره تحت اسم هاياشيبِه ساتوشي             |

### أقراص DVD
| تاريخ الإصدار  | العنوان                                  | رقم المنتج       | ملاحظات                     |
| -------------- | ---------------------------------------- | ---------------- | --------------------------- |
| 2022/فبراير 23 | حفل الذكرى الرابعة                       | AVBD-27498/B     |                             |
| 2022/فبراير 23 | حفل الذكرى الخامسة                       | AVBD-27499/B     |                             |
| 2022/فبراير 23 | حفل الذكرى الرابعة والخامسة [نسخة فاخرة] | AVBD-27496/7/B/D | مجموعة من DVD 2 و3 أقراص CD |

## المشاركات

### المسلسلات التلفزيونية
- توتّو تشان! الحلقة 45 (1 ديسمبر 2017، تي في أساهي) - في دور ساكاموتو كيو

### البرامج التلفزيونية
- أنغام الكلمات: برنامج موسيقي يقدمه هاياشيبِه ساتوشي (25 سبتمبر 2021، قناة الأغاني اليابانية)
- حفل "في المنزل" الخاص بإصدار الألبوم الثاني "II" (23 أكتوبر 2021، قناة الأغاني اليابانية)
- حفل الطلبات الخاصة - أنغام الكلمات (28 نوفمبر 2021، قناة الأغاني اليابانية)
- حفل الطلبات الخاصة - أنغام الكلمات (إصدار خاص) (24 فبراير 2022، قناة الأغاني اليابانية)

```
 * إصدار خاص لحفل نوفمبر 2021، يتضمن مشاهد من وراء الكواليس وعزف أكورديون بمشاركة الموسيقي كوبا كضيف خاص.
```

### البرامج الإذاعية
- قناة هاياشيبِه - HBC (أكتوبر 2016 - 29 سبتمبر 2019، HBC راديو)
- راديو هاياشيبِه ساتوشي "آيتاي" (من أكتوبر 2016 - مستمر، إذاعة ياماغاتا وقنوات أخرى)
- راديو شِيبِه! (من أكتوبر 2016 - مستمر، إف إم ياماغاتا، محطة الإيقاع Rhythm Station)

```
 * يبث ضمن برنامج "MAGIC" في الثلاثاء الرابع من كل شهر
```

- هاياشيبِه ساتوشي - رحلة مع الأغاني العاطفية (من أكتوبر 2018 - مستمر، إذاعة أكيتا وقنوات أخرى)
- راديو هاياشيبِه ساتوشي - أنغام الراديو (من أكتوبر 2019 - مستمر، CBC راديو، ومن يناير 2020 حتى مارس 2024 على RCC راديو)

## الحفلات الموسيقية الرئيسية
| تاريخ الحفل                    | العنوان                                                                                     | ملاحظات                          |
| ------------------------------ | ------------------------------------------------------------------------------------------- | -------------------------------- |
| 21 فبراير 2021                 | حفل الذكرى الرابعة لهاياشيبِه ساتوشي مع أوركسترا فيلهارمونيك كانساي                          |                                  |
| 23 - 24 ديسمبر 2021            | عرض عشاء عيد الميلاد لهاياشيبِه ساتوشي 2021                                                  |                                  |
| 25 ديسمبر 2021                 | حفل "في المنزل" - عيد الميلاد معكم في البيت                                                 | بث مباشر عبر الإنترنت            |
| 15 يناير 2022 - 25 فبراير 2023 | رحلة الثلاثين - مع الأغاني العاطفية                                                         |                                  |
| 24 فبراير 2022                 | حفل الذكرى السادسة - بون فوياج! ~الغناء كجناحين للتحليق حول العالم~                         |                                  |
| 31 مايو - 23 يوليو 2022        | جولة حفلات 2022 - "إلى أين؟ ~ فلنحلق بالأغاني إلى السماء مجددًا ~"                           |                                  |
| 7 أغسطس 2022                   | حفل العشاء والموسيقى 2022                                                                   |                                  |
| 4 سبتمبر - 19 نوفمبر 2022      | جولة حفلات 2022 - "إلى أين؟ ~ فلنحلق بالأغاني إلى السماء مجددًا ~" - البحر الواسع بون فوياج! |                                  |
| 14 يناير - 4 فبراير 2023       | رحلة الغناء - مع الأغاني العاطفية                                                           |                                  |
| 22 يناير - 28 مايو 2023        | رحلة الثلاثين - مع الأغاني العاطفية                                                         |                                  |
| 3 يونيو - 27 يوليو 2023        | جولة حفلات 2023 - "بعد المطر، يأتي الصفاء، وأحيانًا قوس قزح"                                 |                                  |
| 6 أغسطس 2023                   | حفل العشاء والموسيقى 2023                                                                   | فندق بورتوبيا كوبي - قاعة أُووادا |